# Kazimierz Drogoszewski
Kazimierz Maurycy Drogoszewski (ur. 13 września 1868 w Uszycy na Podolu, zm. 27 października 1940 w Łowiczu) – polski entomolog, nauczyciel przyrody, lekarz weterynarii.

## Życiorys
Był synem Stanisława i Dionizy, do szkoły średniej uczęszczał w Niemirowie, a dyplom lekarza weterynarii uzyskał w 1893 w Instytucie Weterynaryjnym w Charkowie. Pracował jako weterynarz ziemski m.in. w Sorokach w guberni besarabskiej (1898) i w Klimatsi (Besarabia, 1910), ponadto odbywał służbę wojskową w armii carskiej, w pułkach stacjonujących w powiatach bracławskim i nowogrigoriewskim oraz w Besarabii. Pozostawał również w służbie wojskowej w czasie wojny rosyjsko-japońskiej (1904–1905). W 1905 otrzymał Order św. Stanisława III klasy. Ogłosił pracę O priwykanii k maleinu ("Archiw Wietierinarnych Nauk", 1912).
Po odzyskaniu przez Polskę niepodległości osiadł w pomniejszonych jej granicach. Był nauczycielem przyrody w gimnazjum męskim w Łowiczu (do przejścia na emeryturę w 1935). W latach 30. zajął się badaniami entomologicznymi, szczególnie podejmując tematykę żądłówek (Aculeata) Polski; opublikował pięć prac z tej dziedziny (m.in. w "Polskim Piśmie Entomologicznym"). Współpracował z Państwowym Muzeum Zoologicznym w Warszawie, w którym dokonał uporządkowania zbioru żądłówek.
Zmarł 27 października 1940 w Łowiczu. Swoje zbiory błonkówek, jak również księgozbiór i inne materiały naukowe, przekazał Muzeum Zoologicznemu, ale spuścizna ta uległa zniszczeniu w czasie powstania warszawskiego.